# Кипрей горный
Кипре́й го́рный (лат. Epilóbium montánum) — многолетнее травянистое растение, вид рода Кипрей (Epilobium) семейства Кипрейные (Onagraceae).
Относится к группе кипреев с крестообразным рыльцем. Отличительными признаками являются серповидное опушение по рёбрам завязи, на гранях сменяющееся отстоящим железистым и более коротким простым опушением, а также зубчатые листья до 10 см длиной и до 5 см шириной, с сердцевидным или округлым основанием.

## Ботаническое описание
Многолетнее травянистое растение с простым или разветвлённым от основания прямостоячим стеблем 20—60(100) см высотой, округлым в сечении, по всей поверхности покрытым серповидными волосками. Осенью в основании стебля появляются небольшие побеги с розетками листьев. Листья 3—10 см длиной и 1,5—5 см шириной, супротивные, на черешках до 2 мм длиной, яйцевидной или широколанцетной формы, с округлым или сердцевидным основанием, по краю неравно пильчато-зубчатые. Сверху пластинка голая, снизу по краю и по жилкам имеется некоторое короткое опушение.
Цветки в пазухах верхних листьев. Бутоны яйцевидные, короткозаострённые, покрытые коротким опушением. Чашечка колокольчатая, в основании с коротким оттопыренным железистым и простым опушением, с ланцетовидными чашелистиками 5—6×1—1,5 мм, трубка около 2 мм длиной. Венчик с четырьмя розовыми лепестками 7—10 мм длиной, продолговато-обратнояйцевидной формы, глубоко двулопастными на верхушке. Рыльце пестика выраженно четырёхлопастное, лопасти расходящиеся, продолговато-линейные. Завязь по рёбрам покрыта простым серповидным, и по граням — железистым, приподнятым над более коротким простым, опушением.
Плод — стручковидная коробочка 5—7 см длиной, густо покрытая простыми и железистыми волосками. Семена около 1 мм, узколанцетной формы, покрытые продолговатыми сосочками, серого или бурого цвета.

## Распространение и экология
Широко распространён в Евразии (от Атлантической и Западной Европы до юга Сибири, а также на Сахалине).
Встречается в лесах, на опушках и вырубках, изредка — как сорное растение в садах и парках.

## Классификация

### Таксономическое положение
- Epilobium montanum L., 1753, Sp. Pl. : 348

Вид Кипрей горный входит в род Кипрей (Epilobium) семейства Кипрейные (Onagraceae) порядка Миртоцветные (Myrtales) последовательно входящий в клады Мальвиды → Розиды → Суперрозиды → Эвдикоты → Цветковые растения. Таксономическая схема в соответствии с Системой APG IV по состоянию на декабрь 2023 года:
|  |                          |  |                                   |                                   |                     |  | еще 8 семейств | еще 8 семейств |                   |  |  |  | еще 261 подтвержденный вид и 147 таксонов в статусе "неподтвержденных" |
|  |                          |  |                                   |                                   |                     |  | еще 8 семейств | еще 8 семейств |                   |  |  |  | еще 261 подтвержденный вид и 147 таксонов в статусе "неподтвержденных" |
|  |                          |  |                                   | порядок Миртоцветные              |                     |  |                |                | род Кипрей        |  |  |  |                                                                        |
|  |                          |  |                                   | порядок Миртоцветные              |                     |  |                |                | род Кипрей        |  |  |  |                                                                        |
|  | клада Цветковые растения |  |                                   |                                   | семейство Кипрейные |  |                |                | вид Кипрей горный |  |  |  |                                                                        |
|  | клада Цветковые растения |  |                                   |                                   | семейство Кипрейные |  |                |                |                   |  |  |  |                                                                        |
|  |                          |  | ещё 63 порядка цветковых растений | ещё 63 порядка цветковых растений |                     |  |                | еще 21 род     | еще 21 род        |  |  |  |                                                                        |
|  |                          |  |                                   | ещё 63 порядка цветковых растений |                     |  |                |                | еще 21 род        |  |  |  |                                                                        |

### Синонимы
- Chamaenerion montanum Scop.
- Epilobium bonsdorffii Montell
- Epilobium glabrum Gilib.
- Epilobium hypericifolium Tausch
- Epilobium laeve Royle
- Epilobium larambergianum F.W.Schultz
- Epilobium montanum f. cordifolium Sennen
- Epilobium montanum var. thellungianum H.Lév.
- Epilobium mutabile Wender.
- Epilobium nutans G.Don
- Epilobium ozanonis F.W.Schultz
- Epilobium perramosum Schur
- Epilobium radicans Hausskn.
- Epilobium sylvaticum Boreau
- Epilobium sylvaticum var. sessilifolium Sennen
- Epilobium sylvestre Dierb.
- Epilobium verticillatum Schur